# Schloss Schwallenbach
Das Schloss Schwallenbach ist ein Schloss, in der Gemeinde Spitz (Katastralgemeinde Schwallenbach) im Bezirk Krems-Land in Niederösterreich. Es steht unter Denkmalschutz.

## Geschichte
Schwallenbach gehörte einst gemeinsam mit Spitz zu jenem Gebiet, das Karl der Große dem bayerischen Kloster Niederaltaich schenkte. Der Ortsname dürfte vom Personennamen Sualo oder Suelo abgeleitet sein. Ab Mitte des 13. Jahrhunderts waren die Herzöge von Bayern Vögte der Gebiete um Schwallenbach. Ihre Aftervasallen, die Kuenringer, setzten niederadelige Klienten als Lehensleute ein. Erste bekannte Burgherren sind 1243 Engelschalcus und Chunradus de Swelpach.
Lehensträger waren unter anderem die Kapeller, Seyfried Ritzendorfer, Jörg Scheck von Aggstein und die Brüder Hans und Michael Schratt. Deren Nachfolger, die Neidegger, vereinigten Schwallenbach mit Spitz und Zeißing.
1463 brannten die Truppen Georg von Podiebrads den Ort und die Burg nieder. Beide wurden aber bald wieder aufgebaut.
1504/07 fiel der bayerische Besitz an die Habsburger. In der Folge wurde Schwallenbach 1590 als freies Eigen an die Kuefstein verkauft. Später war es im Besitz der Anna von Polheim zu Ottenschlag und Aggstein (gest. 1617), sie gestaltete die Burg zum Schloss um. Um 1650 ging der Besitz an Franz Melchior Forest, 1871 an den Wiener Bürgerspitalfonds, später an Private.
Bis 1960 befand sich im Schloss das beliebte Gasthaus „Das Glöckerl von Schwallenbach“.

## Beschreibung
Das Schloss befindet sich im Ort Schwallenbach, etwa 3 km stromaufwärts von Spitz. Es liegt gegenüber der Filialkirche hl. Sigismund und ist ein unregelmäßiger, zweigeschoßiger Vierflügelbau des 16. Jahrhunderts mit abgeschrägter Nordostkante, der um einen annähernd quadratischen Hof angelegt ist. Der massive fünfgeschoßige Turm ist in den Südflügel integriert. Er ist durch Steingewändefenster aus der Mitte des 16. Jahrhunderts geöffnet und wird von erneuerten Schwalbenschwanzzinnen bekrönt.
Eine Besichtigung ist nur von außen möglich.